# Pierre-Marie Catineau-Laroche
Pierre-Marie Sébastien Catineau-Laroche né à Saint Brieuc le 25 mars 1772 et mort le 22 mai 1828 est un haut fonctionnaire français, sous-préfet de l'Aisne lors de la Première Restauration.

## Biographie
Né Pierre-Marie Sébastien Catineau La Roche à Saint-Brieuc en mars 1772, il est le fils de Pierre Catineau La Roche. Fils cadet, son frère ainé Etienne, né en 1762, est apprenti imprimeur à Poitiers, ville de naissance du père. C'est dans cette ville qu'il fait ses études. Il se fait appeler selon les époques Catineau, Catineau-Laroche ou Catineau La Roche. Franc-maçon, il est membre du Grand Orient de France, au sein de la loge « Napoléon le grand » à l'orient de Fontainebleau.
Il est l'oncle de Philippe de Morineau.

### Voyage
Durant la Révolution française, Pierre-Marie Catineau-Laroche quitte la France, pour Saint-Domingue. Âgé de 20 ans, il arrive en 1791, dans des iles secouées par des révoltes en forte croissance depuis la fin de la Guerre de Sept ans et qui reprennent de la vigueur depuis 1789. Son voyage vers les iles, est perçu selon l’auteur, Pierre-Hyacinthe Audiffret comme soit un voyage d'affaires et d'intérêt, soit pour fuir la révolution. Souhaitant aider dans l'apaisement des tensions entre partisan et détracteur des nouvelles idées, il publie deux journaux, L'ami de la paix et de l'union en 1791 à Saint-Marc. Et en 1792, L'Ami de l'égalité ou annales républicaines à Port-au-Prince. Il travaille à la rédaction de ce journal avec le secrétaire particulier de Léger-Félicité Sonthonax, commissaire civil, pionnier de l'abolitionnisme.